# Ruta 155 (Costa Rica)
La Ruta 155, oficialmente Ruta Nacional Secundaria 155, es una ruta nacional de Costa Rica ubicada en la provincia de Guanacaste.

## Descripción
En la provincia de Guanacaste, la ruta atraviesa el cantón de Santa Cruz (los distritos de Tempate, Cartagena, Cabo Velas, Tamarindo), el cantón de Carrillo (el distrito de Belén).